# Albert Le Jeune
Albert Le Jeune (Antwerpen, 31 maart 1873 - Oudergem, 31 januari 1940) was een Belgisch verzekeringsmakelaar en politicus voor de  Liberale Partij.

## Levensloop
Na gepromoveerd te zijn tot doctor in de rechten, werd Le Jeune verzekeringsmakelaar.
In 1919 werd hij verkozen tot liberaal senator voor het arrondissement Antwerpen en vervulde dit mandaat tot in 1925.